# 안동 양씨
안동 양씨(安東梁氏)는 경상북도 안동시를 본관으로 하는 한국의 성씨이다. 2015년 인구는 33536명이다.